# Sokolovići (Rudo, BiH)
Sokolovići su naseljeno mjesto u sastavu općine Rudo, Republika Srpska, BiH.

## Povijest
Rodno selo Mehmeda-paše Sokolovića. Poznati janjičar i vezir, mislio na rodni zavičaj. Državnim novcem podigao građevine u rodnom selu bez ikakve ekonomske opravdanosti. Građevine su bile pravo čudo za to vrijeme. Na vrhuncu slave zapovijedio je gradnju džamije, mekteba, musafirhane, imareta, vodovoda i česme. Odveo je roditelje, brata i još članova bliže obitelji u Carigrad i preveo na islam. Predaja u krajevima oko Rudog i Višegrada kaže da je džamiju podigao za oca. Mati se odupirala odlasku iz rodnog sela, a za nju je sagradio crkvu. Nema danas ostataka crkve u Sokolovićima. Sačuvani su ostatci zidova seoske česme od kamena. Postoje i danas ostaci vodovoda. Džamija je stradala u prvom srpskom ustanku. Godine 1806. godine ustanici su s krova džamije odnijeli 67 tovara olova. Pravoslavci Sokolovićeva zavičaja kažu da je manastir Piva sagrađen zahvaljujući Sokoloviću i da je pašin lik portretiran na freskama kao kršćanski seoski knez, u prepoznatljiv po kaftanu i kalpaku.

## Stanovništvo
| Mokronozi     |             |             |             |       |
| godina popisa | 1991.       | 1981.       | 1971.       | 1961. |
| Srbi          | 1 (2,041%)  | 1 (1,667%)  | 9 (12,68%)  | 6     |
| Muslimani     | 47 (95,92%) | 48 (80,00%) | 56 (78,87%) | 55    |
| Jugoslaveni   | 1 (2,041%)  | 11 (18,33%) | 6 (8,451%)  |       |
| ukupno        | 49          | 60          | 71          | 61    |